# Osmia rufotibialis
Osmia rufotibialis är en biart som beskrevs av Heinrich Friese 1920. Osmia rufotibialis ingår i släktet murarbin, och familjen buksamlarbin. Inga underarter finns listade i Catalogue of Life.